# Wendelsteinhaus
Das Wendelsteinhaus wurde am 15. Juni 1883 als Schutzhütte unterhalb des Wendelsteingipfels durch den Münchner Verein Wendelsteinhaus errichtet.
Durch den Bau der beiden Wendelsteinbahnen (Zahnradbahn 1912, Seilbahn 1970) hat die Hütte ihre Aufgabe als Schutzhütte verloren und dient heute als Gastronomiebetrieb. Sie befindet sich im Besitz der Wendelsteinbahn GmbH.

## Gemeindeteil-Name
Das Wendelsteinhaus war Namensgeber des gleichnamigen Gemeindeteils der Gemeinde Bayrischzell im Landkreis Miesbach in Oberbayern. Zum Gemeindeteil Wendelsteinhaus mit der topografischen Angabe „Unterkunftshaus“ werden neben dem Gastronomiebetrieb mit der Anschrift „Wendelstein 1“ noch fünf weitere Anwesen gerechnet: die Bergwachthütte nahe der Kesselwand, die beiden Gebäude auf der Wendelsteinalm und das weiter nördlich liegende Gebäude sowie die Siglhütte.

## Geschichte
Der Wendelstein war Arbeitsgebiet der Sektion Rosenheim des DuÖAV, doch der Wunsch nach einer eigenen Hütte am Wendelstein scheiterte an den knappen Mitteln der Sektion. Der Münchner Verein Wendelsteinhaus hatte die Mittel und errichtete am Angerl an der Südostseite des Berges das erste Wendelsteinhaus, unterstützt von der Sektion Rosenheim. Die Eröffnung erfolgte am 15. Juni 1883. Das Haus konnte bis zu 70 Personen unterbringen, trotzdem wurde es bald zu klein. So trugen sich im Jahre 1885 über 6000 Besucher in das Hüttenbuch ein.
Das alte Haus wurde abgerissen und zwischen dem Gipfelabsturz und dem Gachen Blick ein neues erbaut und 1887 eröffnet. Ein Kachelofen aus dieser Zeit ist noch in der sogenannten Bierstube erhalten.
Der Verein Wendelsteinhaus löste sich 1890 wieder auf, wieder hatte die Sektion Rosenheim nicht die Mittel das Haus zu erwerben.
In der Folge wurde das Haus mehrfach umgebaut und modernisiert. Übernachtungen sind nicht mehr möglich. Der Gastronomiebetrieb bietet über 500 Sitzplätze.

## Übergänge zu Nachbarhütten
- Aiblinger Hütte, Gehzeit: 1 Stunde
- Alpenvereinshütte Mitteralm, Gehzeit: 1,5 Stunden

## Gipfelbesteigungen
- Wendelstein (1838 m), Gehzeit: 20 Minuten